# Aubussonska tapiserija
Aubussonska tapiserija je vrsta tapiserije koja se proizvodi u gradiću Aubussonu (Francuska) više od 600 godina. Od osnutka njezine proizvodnje razvojem predionica koje su ustanovile izolirane flandrijske obitelji u 16. stoljeću, Aubussonska tapiserija se uspijevala natjecati s privelegiranim kraljevskim manufakturama Gobelinske i Beauvaiske tapiserije u 17. i 18. stoljeću. Umješnost aubussonske tapiserije je način vezenja slika koji se prakticirao u Aubussonu i drugim krajevima pokrajine Creuse kojom nastaju uglavnom velike dekorativne zidne tapiserije, ali također i prostirači i dijelovi namještaja. Postupak proizvodnje započinje stvaranjem uzorka po bilo kojoj umjetničkoj slici tako što dizajner izradi njezinu kopiju na čvrstom papiru (tzv. „karton” ili model). Poput drugih tapiserija, koje su se pravile u 17. i 18. st. u Flandriji i Parizu, likovi na slikama su okvireni stiliziranim lišćem i vinjetama biljaka na kojima se nalaze ptice i iza kojih vire tornjevi i vedute gradova (tzv. verdure). Slijedi mukotrpan i skup postupak ručnog tkanja na vodoravnom razboju pri čemu tkalac (lissier) tka stražnju stranu tapiserije koristeći niti koje su također ručno bojene u domaćinstvu. Tako nastala tapiserija je tako kvalitetna da je postala pojam kvaliteta u cijelom svijetu, do te mjere da je u nekim jezicima Aubusson postao zajedničkom imenicom za sve tapiserije. zbog toga je Aubussonska tapiserija upisana na UNESCO-ov popis nematerijalne svjetske baštine u Europi 2009. god.
Gradić Felletin, koji se nalazi samo 8 km južnije od Aubussona, se često navodi kao izvorno mjesto nastanka ove tapiserije jer se spominje u inventaru vojvotkinje Valentinoisa i udovice Cesarea Borgia, Charlotte d'Albret, 1514. godine. U njemu i u Aubussonu se do danas održao tradicionalni način tkanja tapiserija u tri male radionice u kojima djeluje desetak honorarnih majstora tkalaca i koje potiču značajnu tradicionalnu pripadajuću proizvodnju i predenje vune, te promidžbu proizvoda, izložbe, turizam i muzej (Musée départemental de la tapisserie d'Aubusson osnovan 1981. u Aubussonu). Kako bi se stabilizirala ova primijenjena umjetnost i izbjeglo prekidanje prijenosa tradicija i znanja, javlja se potreba poticanja zanimanja mladih za ovu baštinu.
- Verdura ili zelenilo, aubussonska tapiserija iz 16. st., Muzej tapiserija u Aubussonu
- Ivana Orleanska u Chinonu, 17. st., 2,75 x 2,35 m, Dvorac Chinon, Centre Jeanne d'Arc, Orleans
- „Rođenje Marijino”, 17. st., klaustar Saint-Trophime u Arlesu
- „Josipova pripovijest”, sredina 18. st., 13,60 x 3,10 m, St. Gereon, Köln
- Jean-Baptiste Oudry, La Fontaineove Basne na tapiseriji iz Aubussona, oko 1775.-80., Muzej Nissim de Camondo, Pariz

## Vanjske poveznice
- Proizvodnja aubussonske tapiserije  Arhivirana inačica izvorne stranice od 28. kolovoza 2008. (Wayback Machine) (fr.)
- Suvremene aubussonske tapiserije  Arhivirana inačica izvorne stranice od 11. veljače 2014. (Wayback Machine) (fr.)
- Video aubussonske tapiserije na youtube-u